# (3651) Friedman
(3651) Friedman (1978 VB5) – planetoida z pasa głównego asteroid okrążająca Słońce w ciągu 3,67 lat w średniej odległości 2,38 au Odkryli ją Eleanor Helin i Schelte Bus 7 listopada 1978 roku.